# Cantharoctonus oligocenensis
Cantharoctonus oligocenensis är en stekelart som beskrevs av Charles Thomas Brues 1933. Cantharoctonus oligocenensis ingår i släktet Cantharoctonus och familjen bracksteklar. Inga underarter finns listade.